# USNS Fred C. Ainsworth (T-AP-181)
Pour les articles homonymes, voir Ainsworth.

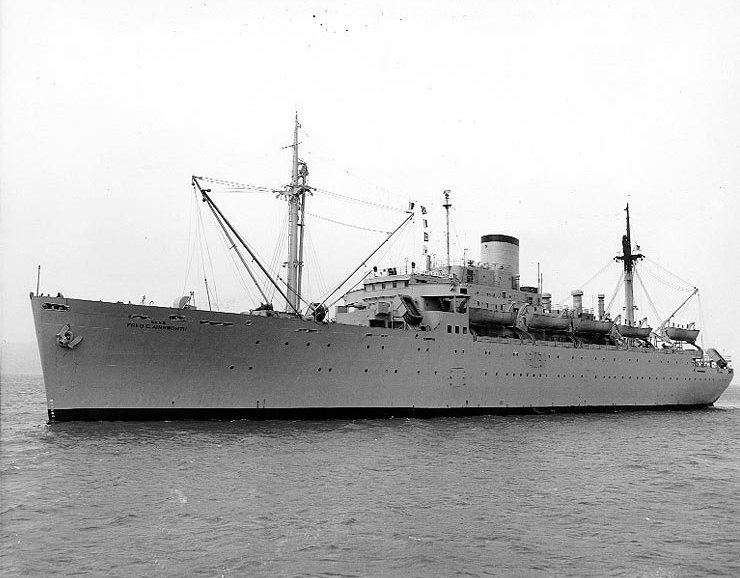
L'USNS Fred C. Ainsworth le 11 août 1955.

L'USNS Fred C. Ainsworth (T-AP-181) est un transport de troupes qui sert avec le Military Sea Transportation Service (MSTS) (futur Military Sealift Command, MSC) pendant la guerre de Corée.
Avant son service avec le MSTS, il sert comme transporteur de l'armée américaine sous le nom d'USAT Fred C. Ainsworth pendant la Seconde Guerre mondiale, tandis qu'à l'origine le navire est nommé SS Pass Christian par le chantier naval Ingalls de Pascagoula lors de son lancement en 1943.
Il est nommé d'après Fred C. Ainsworth.